# 机场白酒
机场白酒是青岛出产的一种白酒，源于1963年中国人民解放军海军航空兵在流亭机场内成立的军工企业。酒厂产品被称为机场白酒，乃以小麦、大米和高粱为原料发酵酿制而成的清香型白酒，被誉为“流亭小茅台”，最初只供军队内需，于1998年改制后始对外销售。酒厂改制后本欲注册“机场”商标，但机场一词不符合有关规定，申请被拒，于是改为“海航”。商标图案为3架涂着前苏联机徽的F-14，因本国机徽不能用于商业活动，故以苏联机徽代之。